# Trachea lucilla
Trachea lucilla är en fjärilsart som beskrevs av Shigero Sugi 1982. Trachea lucilla ingår i släktet Trachea och familjen nattflyn. Inga underarter finns listade i Catalogue of Life.